# Dactylopterus volitans
Genre
Espèce
Synonymes
Voir texte.
Le Grondin volant (Dactylopterus volitans) est une espèce de poissons téléostéens marins appartenant à la famille des Dactylopteridés. C'est le seul représentant de son genre Dactylopterus.
Autres noms vernaculaires : Poule de mer, rouget volant, dactyloptère ou dactyloptère volant.

## Répartition géographique et habitat

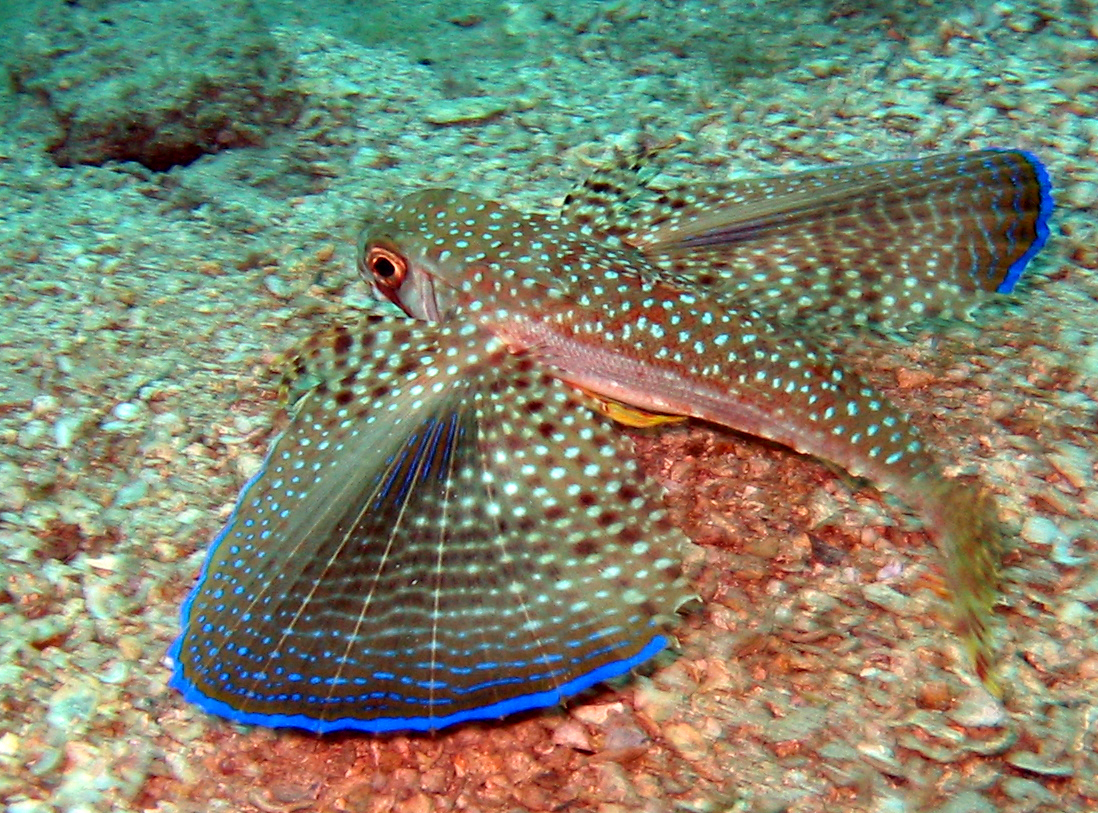

Le grondin volant est un poisson benthique vivant en général entre 1 et 5 m de profondeur et entre 15 et 45 m de profondeur dans la mer Méditerranée. Madère, les Açores et l'océan Atlantique, de l'Angola vers les côtes de l'Europe (parfois aussi loin au Nord de l'Angleterre) dans l'Atlantique Est et du Canada à l'Ouest de l'Argentine. Les jeunes poissons sont également à quelques mètres de profondeur sur les fonds sableux.

## Morphologie
Quand il est calme, le poisson semble assez normal, mise à part sa forme de boîte étrange. Lorsqu'il est excité, le poisson déploie ses « ailes », semi-transparentes, bordées par une belle coloration vive et fluorescente bleue conçu pour intimider les prédateurs. La partie avant des « ailes » est modelée comme les pattes d'un amphibien, ce qui lui confère une apparence de lézard.
Le poisson a aussi de grands yeux.

## Nom commun
Le nom commun de grondin volant découle de la conviction que ce poisson peut voler hors de l'eau grâce à ses très grandes nageoires pectorales. Mais cela est impossible compte tenu de la structure des nageoires et surtout de sa lourde tête couverte de plaques osseuses. Il vit donc très près du sol et ne nage pas sur de grandes distances.

## Synonymes
Ce taxon admet plusieurs synonymes (présentés sous forme d'un tableau triable) :
| Nom scientifique           | Référence               |
| -------------------------- | ----------------------- |
| Callionymus pelagicus      | Rafinesque, 1818        |
| Cephalacanthus spinarella  | Linnaeus, 1758          |
| Cephalacanthus volitans    | Linnaeus, 1758          |
| Dactylopterus blochii      | Swainson, 1839          |
| Dactylopterus communis     | Owen, 1853              |
| Dactylopterus fasciatus    | Swainson, 1839          |
| Dactylopterus occidentalis | Swainson, 1839          |
| Dactylopterus tentaculatus | Swainson, 1839          |
| Dactylopterus spinarella   | Linnaeus, 1758          |
| Dactylopterus vulgaris     | Steindachner, 1867      |
| Gasterosteus spinarella    | Linnaeus, 1758          |
| Gonocephalus macrocephalus | Gronow, 1854            |
| Polynemus sexradiatus      | Mitchill, 1818          |
| Trigla fasciata            | Bloch & Schneider, 1801 |
| Trigla volitans            | Linnaeus, 1758          |